# Даунпатрик
Даунпа̀трик (на английски: Downpatrick; на ирландски: Dún Pádraig) е град в югоизточната част на Северна Ирландия. Разположен е около южния бряг на езерото Странгфорд Лох в район Даун на графство Даун на 33 km южно от столицата Белфаст. Главен административен център на район и графство Даун. В миналото е имал жп гара. Североирландската рокгрупа „Аш“ е от Даунпатрик. Населението му е 10 316 жители според данни от преброяването през 2001 г.

## Спорт
Представителният футболен отбор на града се казва ФК Даунпатрик. Има аматьорски статут.

## Побратимени градове
- Стара Загора, България